# جايسون ويليس
جايسون ويليس (بالإنجليزية: Jason Willis)‏ هو لاعب كرة قدم أمريكية أمريكي، ولد في 26 يوليو 1980 في لوس أنجلوس في الولايات المتحدة.

## وصلات خارجية
- جايسون ويليس على موقع مرجع كرة القدم المحترفة.كوم (الإنجليزية)